# Jermaine Paul
Jermaine Paul est un chanteur américain, ayant remporté la deuxième saison du télé-crochet américain The Voice. Il était auparavant le choriste d'Alicia Keys.

## Performances lors deThe Voice
| Show                        | Chanson                                           | Artiste       | Ordre | Résultat                                                       |
| --------------------------- | ------------------------------------------------- | ------------- | ----- | -------------------------------------------------------------- |
| Blind Audition              | "Complicated"                                     | Avril Lavigne | 14    | Cee Lo Green and Blake Shelton turned Paul chose Blake Shelton |
| Battle Round                | "Get Outta My Dreams, Get into My Car" (vs. ALyX) | Billy Ocean   | N/A   | Saved by Blake Shelton                                         |
| Live Show 1                 | "Livin' on a Prayer"                              | Bon Jovi      | 1     | Saved (Public Vote)                                            |
| Quarter-Finals (First Week) | "Against All Odds"                                | Phil Collins  | 7     | Saved (Public Vote)                                            |
| Semi-Finals                 | "Open Arms"                                       | Journey       | 5     | Safe (123 Points)                                              |
| Finals                      | "I Believe I Can Fly"                             | R. Kelly      | 1     | Winner                                                         |
| Finals                      | "God Gave Me You"                                 | Blake Shelton | 8     | Winner                                                         |
| Finals                      | "Soul Man" (w/ Blake Shelton)                     | Sam and Dave  | 10    | Winner                                                         |

## Discographie

### Albums
- 2013: Finally

### Singles
| Année                   | Single                                  | Classement | Album                           |
| Année                   | Single                                  | US         | Album                           |
| ----------------------- | --------------------------------------- | ---------- | ------------------------------- |
| 2012                    | "Complicated"                           | —          | Non-album releases by The Voice |
| 2012                    | "Get Outta My Dreams, Get into My Car"  | —          | Non-album releases by The Voice |
| 2012                    | "Livin' on a Prayer"                    | —          | Non-album releases by The Voice |
| 2012                    | "Against All Odds"                      | —          | Non-album releases by The Voice |
| 2012                    | "Open Arms"                             | —          | Non-album releases by The Voice |
| 2012                    | "I Believe I Can Fly"                   | 83         | Non-album releases by The Voice |
| 2012                    | "Soul Man"A (with coach, Blake Shelton) | 108        | Non-album releases by The Voice |
| 2012                    | "I Believe in This Life"                |            | Finally (upcoming album)        |
| "—" singles non classés |                                         |            |                                 |

### Apparitions
En tant que vocaliste:
| Année | Chanson                                                             | Album                                              |
| ----- | ------------------------------------------------------------------- | -------------------------------------------------- |
| 1996  | "Don't Wanna Be Alone" (Shaquille O'Neal featuring 1Accord)         | You Can't Stop The Reign                           |
| 1997  | "Don't Stop, Don't Quit" (1Accord)                                  | Booty Call Soundtrack                              |
| 1998  | "Rivers" (Shaquille O'Neal featuring 1Accord)                       | Respect                                            |
| 2003  | "Diary" (Alicia Keys featuring Tony! Toni! Toné! and Jermaine Paul) | The Diary of Alicia Keys                           |
| 2005  | "Unbreakable" (Alicia Keys featuring Jermaine Paul)                 | Unplugged                                          |
| 2005  | "Gold Digger" (Remix) (Kanye West featuring Focus)                  | Late Registration                                  |
| 2005  | "If This World Were Mine" (Alicia Keys featuring Jermaine Paul)     | So Amazing: An All-Star Tribute to Luther Vandross |
| 2008  | "The Preamble"                                                      | The Preamble                                       |
| 2009  | "Airplane"                                                          |                                                    |